# Ломита (град, Калифорния)
Ломита (на английски: Lomita) е град в окръг Лос Анджелис, щата Калифорния, САЩ. Ломита е с население от 20046 жители (2000) и обща площ от 4,91 km². Намира се на 29 m надморска височина. ЗИП кодовете му са 90717, а телефонният му код е 310/424.